# Вернер Герт
Вернер Герт (нім. Werner Gerth; 10 травня 1923, Пфорцгайм — 2 листопада 1944, Біттерфельд) — німецький льотчик-ас винищувальної авіації, гауптман люфтваффе (листопад 1944, посмертно). Кавалер Лицарського хреста Залізного хреста.

## Біографія
Закінчив авіаційне училище. Наприкінці літа 1943 року зарахований в 7-у ескадрилью 53-ї винищувальної ескадри, дислоковану в Італії. 17 вересня 1943 року важко поранений під час авіанальоту союзників на аеродром Чіампіно. Наприкінці 1943 року повернувся в свою ескадри, а в січні 1944 року вступив у 1-е штурмове крило. Свою першу перемогу здобув 22 лютого 1944 року, збивши бомбардувальник В-17. З 20 квітня 1944 року — командир 2-ї групи 53-ї винищувальної ескадри. 29 квітня 1944 року в Брауншвейзі протягом однієї хвилини збив 1 В-17, а інший пошкодив. Після розформування крила його особовий склад був включений в 11-у (штурмову) ескадрилью 3-ї винищувальної ескадри, а Герт був призначений командиром ескадрильї. 8 травня 1944 року пілоти групи заявили про 19 збитих В-24 (за даними американців, було збито 11 бомбардувальників) і ще 7 отримали тяжкі ушкодження, 12 травня — 20. 10 серпня 1944 року 11-а ескадрилья була перейменована на 14-ту. Загинув у бою: Герт протаранив своїм FW.190A-8/R2 В-17 і катапультувався, але його парашут не розкрився.
Всього за час бойових дій збив 38 літаків, в тому числі 32 чотиримоторні бомбардувальники В-17 і В-24; сам Герт був збитий 11 разів.

## Нагороди
- Нагрудний знак пілота
- Залізний хрест 2-го і 1-го класу
- Лицарський хрест Залізного хреста (29 жовтня 1944) — за 30 перемог.
- Німецький хрест в золоті (1 січня 1945)